# Отпътуването на Карлос III за Испания, видяно от сушата
„Отпътуването на Карлос III за Испания, видяно от сушата“ (на италиански: Partenza di Carlo per la Spagna vista da terra) е картина на италианския художник и сценограф Антонио Джоли/Йоли от 1759 г. Картината (126 х 72 см) е изложена в Зала 33 на Музей „Каподимонте“, Неапол. Използваната техника е маслени бои върху платно.

## История
След смъртта на двамата си по-големи братя Карлос III де Бурбон наследява испанския престол. На 6 октомври 1759 г., след като оставя 8-годишния си син Фердинанд IV Неаполитански да управлява Неаполитанското и Сицилианско кралства, той напуска Неапол. Неаполитанският кралски двор, за да увековечи отплаването на краля, поръчва на художника Антонио Джоли изработката на картината. Тъй като възкачването на Карлос III на испанския престол е от международно значение и в европейските дворове има особено голям интерес към събитието, художникът рисува и копия на картината, съхранени в наши дни в Палата на Префектурата на Неапол, музея Прадо в Мадрид, Музея на историята на изкуството във Виена, сградата на Испанското посолство в Лисабон, от където изчезва през 1973 г. Оригиналът, който се съхранява в Кралския апартамент в Кралския дворец „Каподимонте“ в Неапол, е нарисуван в два екземпляра, но с различни точки на наблюдение: едната от морето, а другата – от сушата (Отпътуването на Карлос III за Испания, видяно от морето).

## Описание
Централната сцена на картината, т.е. флотата от кораби, готови да отплават за Испания, все още неподвижни в центъра на дока в пристанището на Неапол, с навити платна, е рамкирана от два архитектурни елемента, които са едва видими на страни на картината; на преден план се забелязват множеството хора, стекли се на събитието, по-специално духовници, придворни и аристократи, сред които се откроява фигурата на първия секретар Бернардо Танучи, който отива да посрещне кралската карета: следователно това е моментът наотплаването на суверените на 6 октомври 1759 г. На заден план има гледки към Везувий, брега на Соренто и остров Капри.